# Daugirdas
Daugirdas ist ein männlicher litauischer Vorname und Nachname.

## Personen
- Daugirdas Šemiotas (* 1983), Boxer
- Tadas Daugirdas (1852–1919),  Maler, Archäologe und Heimatforscher